# Spaelotis glis
Spaelotis glis là một loài bướm đêm trong họ Noctuidae.